# Alpha Regio

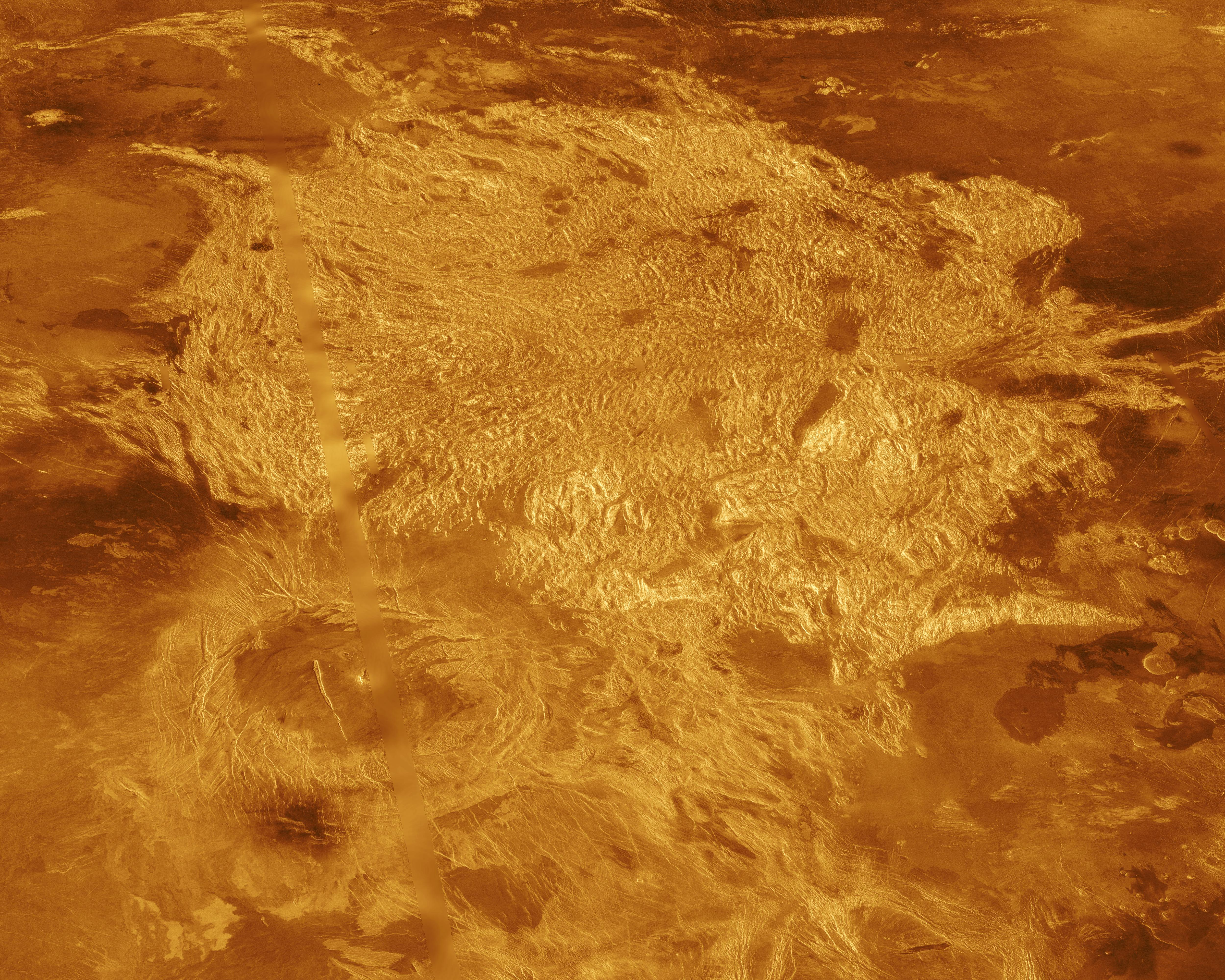
3D pohled na část Alpha Regia.

Alpha Regio je oblast na Venuši s centrem 22° J a 5° V a průměrem asi 1 500 km. Celková plocha oblasti Alpha Regio se přibližně rovná ploše Skandinávského poloostrova.
Alpha Regio vystupuje do výšky 1 až 2 km nad okolní terén a jeho povrch je silně deformovaný. Alpha Regio je první struktura na Venuši, která byla zaznamenána pozemským radarem. Stalo se tak v roce 1963.